# لوچانو پتزی
لوچانو پتزی (ایتالیایی: Luciano Pezzi; ۷ فوریهٔ ۱۹۲۱ – ۲۶ ژوئن ۱۹۹۸) دوچرخه‌سوار اهل ایتالیا بود.